# Episodi di Aqua Teen Hunger Force (seconda stagione)
La seconda stagione della serie animata Aqua Teen Hunger Force, composta da 24 episodi, è stata trasmessa negli Stati Uniti, da Adult Swim, dal 25 maggio al 31 dicembre 2003.
È l'ultima a presentare le introduzioni con il Dott. Weird e Steve, che compiono la loro ultima apparizione nell'episodio The Cloning, tornando successivamente nel film Aqua Teen Hunger Force Colon Movie Film for Theaters del 2007.
In Italia la stagione è inedita.
| n° | Titolo originale                     | Prima TV USA      |
| -- | ------------------------------------ | ----------------- |
| 1  | Super Computer                       | 15 giugno 2003    |
| 2  | Super Birthday Snake                 | 25 maggio 2003    |
| 3  | Super Bowl                           | 8 giugno 2003     |
| 4  | Super Hero                           | 1º giugno 2003    |
| 5  | Super Model                          | 22 giugno 2003    |
| 6  | Super Spore                          | 29 giugno 2003    |
| 7  | Super Sirloin                        | 31 agosto 2003    |
| 8  | Super Squatter                       | 7 settembre 2003  |
| 9  | Super Trivia                         | 21 settembre 2003 |
| 10 | Broodwich                            | 2 novembre 2003   |
| 11 | The Meat Zone                        | 14 settembre 2003 |
| 12 | Universal Remonster                  | 28 settembre 2003 |
| 13 | Total Re-Carl                        | 5 ottobre 2003    |
| 14 | Revenge of the Trees                 | 12 ottobre 2003   |
| 15 | Frat Aliens                          | 30 novembre 2003  |
| 16 | Spirit Journey Formation Anniversary | 19 ottobre 2003   |
| 17 | Kidney Car                           | 16 novembre 2003  |
| 18 | The Cubing                           | 23 novembre 2003  |
| 19 | The Shaving                          | 26 ottobre 2003   |
| 20 | The Clowning                         | 7 dicembre 2003   |
| 21 | The Dressing                         | 14 dicembre 2003  |
| 22 | The                                  | 21 dicembre 2003  |
| 23 | The Cloning                          | 31 dicembre 2003  |
| 24 | The Last One                         | 31 dicembre 2003  |

## Super Computer
- Titolo originale: Super Computer
- Diretto da: Jay Wade Edwards
- Scritto da: Dave Willis e Matt Maiellaro

### Trama
Fritto crea un computer a forma di sfera, in grado di funzionare con il potere della mente. Frullo lo accende prima del dovuto e il computer, dopo aver distrutto il muro, si schianta contro la casa di Carl e colpisce Carl in testa, lasciandolo indifferente. Dopo che Fritto lega Frullo ad una sedia e costruisce un altro computer prototipo uguale al primo, Fritto decide di chiamarlo OoGhiJ MIQtxxXA (parola klingon che sta per "superior galactic intelligence", letteralmente Intelligenza Super Galattica), ma né Frullo né Polpetta amano il nome che ha scelto. Dopo averlo acceso, il computer improvvisamente scompare e Fritto spiega che: "per trasmettere i dati dalle terminazioni nervose umane ha dovuto immergere la RAM in un fluido colloidale, in modo tale che non si surriscaldasse con l'enorme velocità del disco rigido". Il disco rigido, grazie alla sua velocità, viaggia indietro nel tempo di 300 milioni di anni, dove, nel New Jersey, viene trovato da Oog. Dopo un po' di tempo, Oog si presenta con il computer e spiega che questo gli ha permesso di vivere più a lungo, di camminare istantaneamente in posizione eretta, di sviluppare il lobo frontale, di imparare la lingua inglese e di comprendere il pensiero razionale. Oog non vuole ritornare nel passato, ma si lamenta del fatto che manchi dei "giochi di combattimento con missili d'azione". Oog è ancora un essere un po' primitivo e violento e inizia a fare a pezzi la casa degli Aqua Teen. Per soddisfare Oog, Fritto scarica Solitario sul suo computer. Più tardi, Oog se ne va di casa e dopo aver venduto il computer prototipo, crea diverse copie del computer e diventa ricco. Adesso Fritto non può più richiedere il brevetto perché Oog l'ha fatto molto prima di lui. Intanto, il primo prototipo che Frullo aveva fatto schiantare su Carl finisce sulla luna, dai Lunamiani.
- Guest star: Jon Glaser (Oog).

## Super Birthday Snake
- Titolo originale: Super Birthday Snake
- Diretto da: Jay Wade Edwards
- Scritto da: Dave Willis e Matt Maiellaro

### Trama
Polpetta vuole avere un coniglio, ma Frullo invece gli compra un serpente chiamato Nathan Scott Phillips. Frullo dice a Polpetta che può trasformare il serpente in un coniglio semplicemente pinzandogli delle lunghe orecchie finte, ma Polpetta, seguendo il consiglio di Frullo, viene mangiato dal serpente. Fritto torna a casa e trova Polpetta all'interno del serpente, quindi cerca di liberarlo facendolo vomitare dal serpente. Frullo prova a prendere a calci il serpente, ma questo lo fa arrabbiare di più e mangia anche Frullo. Fritto decide che l'unico modo per liberarli è distrugge il serpente, quindi lo spara con una palla di elettricità, ma finisce per uccidere accidentalmente Frullo e Polpetta. Adesso che i suoi due compagni sono morti, Fritto decide di festeggiare e decide di invitare alcune prostitute alla sua festa. La mattina dopo, Carl si avvicina per chiedergli del rumore della notte precedente, ma Fritto lo impala con un machete. Fritto rovescia della benzina per tutta la casa e mentre sta per accenderla, Frullo, Polpetta, Carl e il serpente, sotto forma di zombie, si presentano alla porta e lo accusano di averli uccisi, accusa che Fritto nega palesemente. Più tardi, Fritto e Polpetta si ritrovano nella stanza di Fritto, mentre indossano dei caschi. Fritto rivela a Polpetta che tutto questo si trattava solo di una simulazione con la realtà virtuale, destinata a far capire a Polpetta la responsabilità di avere e gestire un animale domestico. Gli unici dolori che provava Polpetta sono stati quando Frullo lo colpiva in testa con una forchetta da fonduta. Polpetta spara Fritto con un fucile a pompa e mangia il suo cervello, ma più tardi si scopre che anche questa era una simulazione.

## Super Bowl
- Titolo originale: Super Bowl
- Diretto da: Jay Wade Edwards
- Scritto da: Dave Willis e Matt Maiellaro

### Trama
Polpetta compra una busta di "Enchiladitos" e mangia tutto prima che Frullo ne possa dare un morso. Frullo è felicissimo dopo aver scoperto un paio di biglietti gratuiti per il Super Bowl, ma Fritto gli impone di ridarli a Polpetta, il quale decide di nasconderli dentro una borsa. Frullo non perde tempo a cercare di ottenere i biglietti con ogni mezzo possibile, dal tentativo di trovarli a fare favori per Polpetta. Carl viene a conoscenza del premio di Polpetta e anche lui vorrebbe avere quei biglietti per il Super Bowl. Questo porta Polpetta a usare i biglietti come leva per fare agitare Frullo e Carl.

## Super Hero
- Titolo originale: Super Hero
- Diretto da: Ned Hastings
- Scritto da: Dave Willis e Matt Maiellaro

### Trama
Frullo desidera diventare un supereroe, quindi decide di immergersi nelle scorie radioattive, iniziando a sciogliersi ed emettere fumi verdi caldi. In quel momento decide invece di diventare un cattivo, continuando a fare programmi pericolosi e ridicoli, che danneggiano ulteriormente il suo corpo.

## Super Model
- Titolo originale: Super Model
- Diretto da: John Brestan
- Scritto da: Dave Willis e Matt Maiellaro

### Trama
Frullo decide di andare in Guatemala e nel frattempo Polpetta rinizia a fare le cose che gli piace fare senza aver timore che sia nei paraggi. Dopo essere tornato, Frullo si scopre essersi fatto fare un intervento di chirurgia plastica a basso prezzo per il suo naso. Dopo che Frullo ha deriso Fritto per una ragazza con cui sta parlando in un sito d'incontri, Polpetta decide di approfittare della nuova ossessione di Frullo per la chirurgia plastica manipolandolo e spingendolo a fare più lavoro sul suo mento e sulla faccia solo per poter ottenere più tempo per se stesso. Frullo prende seriamente il "consiglio" di Polpetta e comincia a fare sempre più interventi che alla fine lo rendono orribile.

## Super Spore
- Titolo originale: Super Spore
- Diretto da: Jay Wade Edwards
- Scritto da: Dave Willis e Matt Maiellaro

### Trama
Gli Aqua Teen incontrano Travis, una spora aliena che, tramite l'uso della sua "lingua", riesce a penetrare nel cranio di Frullo riuscendo ad entrare nel suo corpo per poter comunicare. L'alieno si scoprirà essere arrivato sulla Terra per trovare un buon lavoro e un'assicurazione sanitaria. Il gruppo decide di insegnargli l'inglese in modo che possa comunicare meglio. Sfortunatamente, la spora lo apprende nel modo più sbagliato quando Polpetta utilizza un "nastro didattico" di Carl, che è un nastro di auto-aiuto che spiega come recuperare le donne. Riesce a imparare l'inglese ma con la grammatica alterata, le imprecazioni incessanti e l'essere maleducato, con grande rabbia di Fritto.
- Guest star: Brooks Braselman (Travis of the Cosmos).

## Super Sirloin
- Titolo originale: Super Sirloin
- Scritto da: Dave Willis e Matt Maiellaro

### Trama
Polpetta diventa dipendente dalla canzone "4 Da Shorteez" di Sir Loin e, a causa dei messaggi subliminali contenuti nel testo, dona ogni pezzo di cibo in casa portando alla rabbia Frullo e Fritto. Fritto decide di rintracciare Sir Loin solo per far capire a Polpetta cosa sia esattamente la "donazione" e cosa vorrebbe con il cibo.
- Guest star: MC Chris (Sir Loin).

## Super Squatter
- Titolo originale: Super Squatter
- Diretto da: John Brestan
- Scritto da: Dave Willis e Matt Maiellaro

### Trama
A causa dei costosi costi obbligatori, Frullo trascura il pagamento delle bollette dopo averle scaricate nel cesso. Di conseguenza, gli Aqua Teen vengono immediatamente privati delle loro utilità. Fritto lo informa che pagare le fatture scadute sarà l'unico modo per ripristinare i loro servizi, ma un impaziente Frullo decide di sfruttare dal suo vicino Carl. Carl cerca di cacciarlo, ma finisce per sparargli il piede destro per sbaglio.

## Super Trivia
- Titolo originale: Super Trivia
- Diretto da: Jay Wade Edwards
- Scritto da: Dave Willis e Matt Maiellaro

### Trama
Gli Aqua Teen partecipano ad un gioco a quiz in un bar locale contro l'intelligentissimo Wayne "The Brain" McClane. La squadra perde di nuovo, Polpetta ha inserito Backstreet Boys come metà delle loro risposte, Frullo ha detto risposte ancora più sbagliate e Fritto è privo di conoscenze nello sport. Fritto, stufato di perdere ancora contro Wayne, decide di puntare tutto per il prossimo gioco usando la tecnica Ludovico su Frullo e Polpetta per potenziare le loro conoscenze tramite un enorme DVD caricato da Fritto. Gli esperimenti funzionano solo per Frullo, e quando Fritto si rende conto di aver dimenticato di inserire le conoscenze sullo sport, chiede l'aiuto di Carl.
- Guest star: Seth MacFarlane (Wayne "The Main Brain" McClane).

## Broodwich
- Titolo originale: Broodwich
- Diretto da: Jay Wade Edwards
- Scritto da: Dave Willis e Matt Maiellaro

### Trama
Frullo scopre una caverna sotterranea dove riposa il Broodwich, un panino maledetto per cui ne diventa ossessionato. Ogni morso lo manda in un luogo infernale per qualche secondo e chiunque lo mangi completamente rimane intrappolato lì, dove verrà ucciso da una piccola creatura con un'ascia. Frullo cerca di combattere la sua tentazione nel mangiare tutto, ma una "voce" mette alla prova Frullo e si verificano varie circostanze.
- Guest star: Jon Glaser (Jerry), H. Jon Benjamin (Mr. Sticks), Isaac Hayes III (la voce).

## The Meat Zone
- Titolo originale: The Meat Zone
- Diretto da: Ned Hastings
- Scritto da: Dave Willis e Matt Maiellaro

### Trama
Mentre cerca di fare uno scherzo a Polpetta mettendolo all'incrocio della strada, Frullo scopre l'abilità nascosta di Polpetta nel prevedere il futuro e cerca di sfruttarla. Tuttavia, non solo le visioni di Polpetta hanno alcuni difetti, ma il suo nuovo potere funziona solo per un tempo limitato, essendosi esaurito quando Frullo tenta di mostrarlo a Carl.

## Universal Remonster
- Titolo originale: Universal Remonster
- Scritto da: Dave Willis e Matt Maiellaro

### Trama
A bordo della loro astronave, i Plutoniani riescono a viaggiare con successo negli "eoni" attraverso l'uso di un dispositivo chiamato Fargate, una versione differente dello Stargate come riferito da Oglethorpe. I due cercano quindi di usare il dispositivo per cercare di rubare il cavo della televisione degli Aqua Teen. Notando l'assenza di un telecomando, i due alieni creano l'Universal Remonster, una piccola creatura telecomandata simile a un orso. Nel tentativo di programmarlo, il mostro scappa rapidamente nel Fargate, entrando nella casa degli Aqua Teen. Inizia quindi a controllare la loro televisione, cambiando canale e spegnendola più volte. L'Universal Remonster diventa quindi il giocattolo personale di Frullo, il quale lo usa come strumento di torture per Polpetta. Di ritorno alla loro nave, i Plutoniani, sotto effetto di marijuana e paranoici dopo aver guardato alcuni film horror, non riescono a trovare la creatura. Fritto scopre successivamente che il Fargate si trova sotto la loro casa, rivelando il piano di Emory e Oglethorpe. Con l'Universal Remonster scarico a causa di Frullo, Fritto blocca l'uscita del Fargate.

## Total Re-Carl
- Titolo originale: Total Re-Carl
- Diretto da: Phil Samson
- Scritto da: Dave Willis e Matt Maiellaro

### Trama
Fritto usa Carl per testare il suo nuovo esperimento; un super bagno ecologico che utilizza un motore a reazione ad aria altamente compressa per smaltire i rifiuti. L'esperimento, tuttavia, fallisce quando Carl colpisce il pulsante di risciacquo e il suo corpo viene risucchiato nel motore del jet della toilette, riducendolo solo alla testa e sangue all'interno della macchina. Fritto, ispirato da Polpetta con la frase "Abbiamo la tecnologia, Possiamo ricostruirlo" de L'uomo da sei milioni di dollari, tenta di ricostruire Carl in molti modi diversi, che funzionano male.

## Revenge of the Trees
- Titolo originale: Revenge of the Trees
- Diretto da: Jay Wade Edwards
- Scritto da: Dave Willis e Matt Maiellaro

### Trama
Dopo un appagante barbecue per la Festa del Lavoro, per gentile concessione di Frullo di friggere un cadavere con una friggitrice industriale, Fritto chiede a Frullo di smaltire l'olio. Insieme a Carl si recano in una foresta dove scaricano tutto l'olio, tuttavia ciò porta alla rabbia degli alberi, completamente coscienti della situazione. Carl viene catturato sul posto e Frullo viene arrestato due giorni dopo. Carl viene torturato mentre Frullo viene processato per il suo crimine ambientale e Fritto deve aiutare Frullo ad aiutarlo a vincere la prova per scappare.

## Frat Aliens
- Titolo originale: Frat Aliens
- Diretto da: Ned Hastings
- Scritto da: Dave Willis e Matt Maiellaro

### Trama
Carl ha installato un sistema di sicurezza ultra high-tech per tenere gli Aqua Teen fuori dalla sua piscina. A causa della luminosità, la sua griglia di sicurezza sembra essere vista dallo spazio, attirando l'attenzione di due alieni spaziali, D.P. e Skeeter, membri di una confraternita universitaria dello spazio. Dopo un corso intensivo in stato di ebbrezza nello spazio, si dirigono verso le luci rosse brillanti e si schiantano nel quartiere, causando problemi e ubriacandosi senza successo di avere una relazione sessuale con Fritto e Polpetta, facendo in modo che Frullo li interroghi sulla loro sessualità. Quando D.P. sviene e Skeeter lo lascia accidentalmente indietro nella nave spaziale, Fritto deve trovare un modo per riportarlo da dove é venuto.
- Guest star: Patton Oswalt (D.P. e Skeeter).

## Spirit Journey Formation Anniversary
- Titolo originale: Spirit Journey Formation Anniversary
- Diretto da: Jay Wade Edwards
- Scritto da: Dave Willis e Matt Maiellaro

### Trama
È il compleanno di Polpetta e Frullo non sopporta cantare Tanti auguri a te. Piuttosto ha commissionato una nuova canzone heavy metal scritta da lui, Zakk Wylde e Geddy Lee intitolata Spirit Journey Formation Anniversary, che intende sostituire la canzone di compleanno originale. Fritto è scioccato scoprendo che l'intera impresa costa 1,4 milioni di dollari, Frullo ha comprato cose costose per l'incarico di Zakk e si aspetta che la canzone sia un successo, così da poter incassare i diritti d'autore per pagare il progetto. Sfortunatamente, non solo Fritto e Polpetta odiano la canzone, non piace a nessuno, né vuole comprarlo nessuno, mettendo Frullo in gravi difficoltà finanziarie. Dopo un tentativo fallito di vendere la casa e un furioso Zakk Wylde che lo ha ferito, Frullo ha suonato la canzone in una pizzeria insieme a due animatronici nel tentativo di pagare tutto, tuttavia ciò peggiora le cose.
- Guest star: Zakk Wylde (co-scrittore della canzone).

## Kidney Car
- Titolo originale: Kidney Car
- Diretto da: Ned Hastings
- Scritto da: Dave Willis e Matt Maiellaro

### Trama
Frullo distrugge l'auto di Carl in un demolition derby. Carl, avendo perso le speranze, lo dona alla Kidney Foundation, e Polpetta ottiene l'auto come omaggio dato il suo abbonamento. Frullo e Polpetta si lasciano andare per un ò e provano a sistemare l'auto. Tuttavia, le cose non vanno da nessuna parte visto il grande danno imposto all'auto, la loro mancanza di conoscenza e le spese per provare ad aggiustarla.

## The Cubing
- Titolo originale: The Cubing
- Diretto da: John Walts
- Scritto da: Dave Willis e Matt Maiellaro

### Trama
Il Wisdom Cube, un cubo proveniente dallo spazio, arriva direttamente nel cortile di casa degli Aqua Teen. Sostiene di avere tutta la saggezza dell'universo, ma fa poco per rinforzare la sua richiesta. Frullo fa presto amicizia con lui, ma presto si arrabbierà per via delle sue buffonate. Fritto gli chiede di risolvere un paradosso, ma tutto quello che dice il Wisdom Cube è "Yuh-huh". Quando cercano di uscire in piscina, Polpetta si tira indietro per ascoltare le storie oltraggiose del cubo. Frullo e Fritto discutono se Polpetta è abbastanza intelligente da uscire dalla conversazione, e nel mezzo della loro conversazione, Frullo vede un altro cubo. Il secondo cubo si scusa e afferma di essere il "vero" Wisdom Cube e che il primo cubo è suo cugino: The Dumbassahedratron. Fritto chiede al vero cubo il paradosso, ma il cubo lo lascia con una busta fumante che contiene "la risposta". Dopo qualche persuasione di Frullo e dei due cubi, mette fuori la busta, solo per fare in modo che si sporchi con degli escrementi di cane. I due cubi volano in alto, ma vengono uccisi da un elicottero di passaggio.
- Guest star: Jon Schnepp (primo Wisdom cube), Brian Posehn (secondo Wisdom Cube).

## The Shaving
- Titolo originale: The Shaving
- Diretto da: Ned Hastings

Gli Aqua Teen con Willie Nelson.

- Scritto da: Dave Willis e Matt Maiellaro

### Trama
È la notte di Halloween e gli Aqua Teen stanno facendo i preparativi. Fritto si traveste da marinaio della Ship of the Damned, mentre Polpetta è l'Incredibile Plum, parodia de L'incredibile Hulk. Mentre Fritto finisce di prepararsi, Frullo e Polpetta incontrano una creatura che cerca di spaventare le persone con un rasoio elettrico, tuttavia viene ridicolizzato da Frullo e Fritto. La creatura, un ragno con le sembianze di una cipolla, rivela di chiamarsi Willie Nelson e che vive nella soffitta della casa, dove non riesce più a recapitare la posta da un po' di tempo. Nel tentativo di renderlo spaventoso agli occhi delle persone, Frullo lo assume per spaventare Carl. Dopo due tentativi falliti, oltre ad averlo minacciato con delle motoseghe, Frullo decide di organizzare un ultimo scherzo con Willie per spaventare il vicino. Frullo collega quindi un enorme generatore elettrico alla porta di Carl, mentre Willie  guida una betoniera piena di sangue per scaricarla su Carl una volta che l'elettricità lo farà svenire. Tuttavia, Carl spaventa Frullo con la maschera di Polpetta, facendo cadere Frullo nel generatore e portandolo a farsi ricoprire di sangue dopo essere svenuto. Dopo essere tornato in soffitta, Fritto informa Willie della posta che ha recaitato da parte sua. Esortato da Willie nel dargliela, si scopre che in realtà è un vero assassino che immagazzina i corpi nella soffitta della casa. Inorriditi, gli Aqua Teen scappano e sigillano la soffitta, rinchiudendolo dentro.
- Guest star: Tom Scharpling (Willie Nelson).

## The Clowning
- Titolo originale: The Clowning
- Diretto da: Jay Wade Edwards
- Scritto da: Dave Willis e Matt Maiellaro

### Trama
Carl ottiene una parrucca che inizia a influenzarlo in modo strano.

## The Dressing
- Titolo originale: The Dressing
- Diretto da: John Brestan
- Scritto da: Dave Willis e Matt Maiellaro

### Trama
Cercando il suo promemoria, Polpetta trova un invito alla cena del Ringraziamento. Dal momento che non sono ancora legalmente cittadini statunitensi, gli Aqua Teen festeggiano il Ringraziamento una settimana dopo le vacanze effettive e invitano Carl alla festa, nonostante quest'ultimo rifiuti di andarci. La cena viene interrotta quando un tacchino meccanico irrompe nella casa e afferra Carl per la gola, prima di scaraventarlo fuori dalla finestra. Afferma quindi che il suo nome è Turkatron e che è stato inviato dall'anno 9595 per salvare il bis-bis-bis-bisnonno del tacchino "Goblox", il quale dovrebbe "salvare i tacchini dai signori polli". Tuttavia, come sottolineato da Fritto, il tacchino è già morto e sta per essere servito a tavola. Dopo una serie di lunghi racconti sulla rivalità tra i tacchini e i polli, gli Aqua Teen pensano che Turkatron sia in qualche modo legato al Fantasma Cibernetico del Natale Passato dal Futuro. Dopo essere svenuto ubriaco a causa del vino, Fritto cerca di analizzare la sua testa con una fiamma ossidrica. Dopo aver aggiustato alcuni fili incrociati, Turkatron inizia a ballare. In seguito scopre un articolo che afferma che il tacchino in realtà è un giocattolo difettoso chiamato "Hustlin' Tom Turkey", di cui ne sono stati realizzati 5.000 pezzi. Alla porta degli Aqua Teen si presentano quindi un gran numero di tacchini robot, che vengono indirizzati da Frullo a casa di Carl.
- Guest star: Seth Green (se stesso), Barry Mills (tacchino robotico).

## The
- Titolo originale: The
- Diretto da: Phil Samson
- Scritto da: Dave Willis e Matt Maiellaro

### Trama
Frullo distrugge casa lasciando immondizia ovunque e piantando mine di terra dappertutto. In particolare, distrugge la stanza di Fritto, chiudendo la porta con mattoni e installando un sistema di telecamere per mostrarlo a Fritto. Completamente stufo di tutto, Fritto abbandona la sua amicizia con Frullo e si trasferisce in un condominio. Senza l'influenza e le azioni stabilizzanti di Fritto, la casa cade nel caos totale con Frullo che brucia polistirene, accumula carcasse di pollo, abusa e domina Polpetta. Entrambi, insieme a Carl, ottengono la congiuntivite in cui le loro palpebre diventano così gonfie che riescono a malapena a vedere.
- Guest star: Ned Hastings (se stesso), Jay Edwards (se stesso).

## The Cloning
- Titolo originale: The Cloning
- Diretto da: Ned Hastings
- Scritto da: Dave Willis e Matt Maiellaro

### Trama
Frullo distrugge un'altra TV, che pensavano fosse l'ultima che avessero preso. Tuttavia, Frullo e Polpetta scoprono che Fritto ha clonato i televisori e stanco di farlo, ha intenzione di fermarsi. Spiega che se qualcosa viene clonato troppe volte, la struttura molecolare inizia a scomparire e si verificano eventi insoliti. Dopo che Polpetta ha fatto un gioco di simpatia a Fritto, dicendo che non può affrontare la giornata senza vedere la sua TV, decide di clonare un'altra TV. Ma fedele all'avvertimento di Fritto, cominciano a succedere cose strane riguardo alla TV e il caos si verifica quando Frullo approfitta del denaro con il clonatore.
- Guest star: Scott Hilley (George Washington).

## The Last One
- Titolo originale: The Last One
- Diretto da: Jay Wade Edwards
- Scritto da: Dave Willis e Matt Maiellaro

### Trama
I Lunamiani hanno raccolto un gruppo di loro amici malvagi per una spinta finale verso l'eliminazione degli Aqua Teen. Tuttavia, non ci riescono e gran parte del loro gruppo viene eliminato dalla riunione. Solo il Rabbot, i Lunamiani, Mothmonsterman, Happy Time Harry, Cybernetic Ghost of Christmas Past from the Future e Major Shake riescono ad arrivare nel sud di New Jersey. Il gruppo decide di creare un bel nome. I brownies suggeriscono "Click-Click-Click-Click" e finalmente si stabiliscono sull'idea di Rabbot, "Lunedì Martedì Mercoledì Giovedì Venerdì Sabato". Nel frattempo, i Plutoniani, che non sono stati invitati perché erano "lo s chifo", hanno formato il loro gruppo composto da loro e un Jiggle Billy senza testa.
- Guest star: Todd Field (Ol' Drippy), H. Jon Benjamin (Mothmonsterman), Jon Glaser (Oog), Isaac Hayes III (Broodwich), Scott Hilley (Flargon), Matt Harrigan (Major Shake), Jon Schnepp (Cube), David Cross (Happy Time Harry), Patton Oswalt (D.P. e Skeeter), Brooks Braselman (Travis), Todd Barry (Romulox).